# Danica McKellar

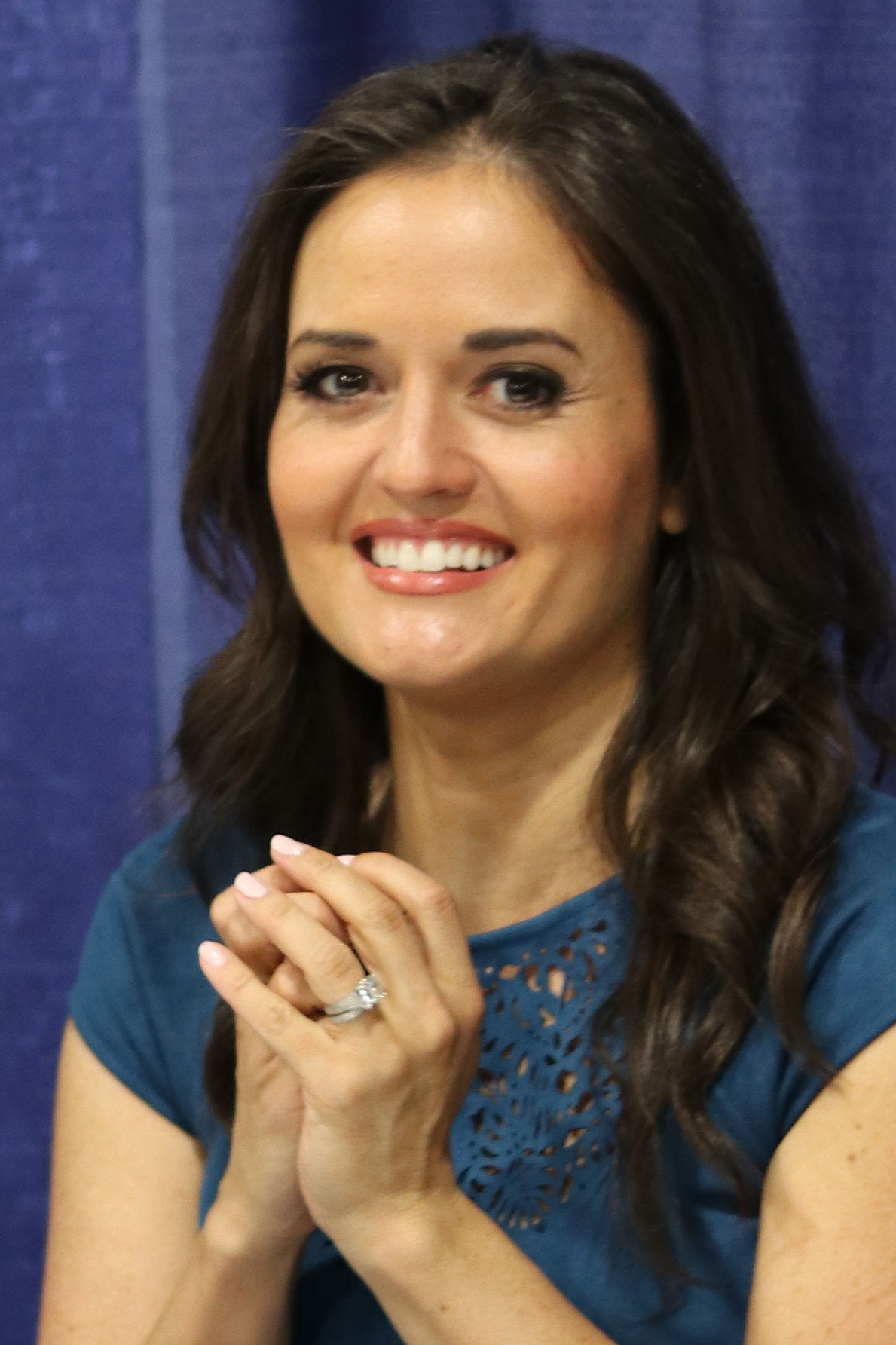
McKellar (2018)

Danica Mae McKellar (* 3. Januar 1975 in La Jolla, Kalifornien) ist eine US-amerikanische Schauspielerin und Mathematikerin.

## Leben
Nach eigenen Angaben hat sie Vorfahren aus Portugal (Azoren), Großbritannien (England, Schottland), Frankreich, Spanien, Deutschland und den Niederlanden.
Erstmals war McKellar in der Fernsehserie Unbekannte Dimensionen (The Twilight Zone) im Fernsehen zu sehen. Bekannt wurde sie durch die Familienserie Wunderbare Jahre, in der sie von 1988 bis 1993 die Rolle der Winnie Cooper verkörperte.
Neben mehreren kleinen Rollen in weiteren Fernsehserien spielte McKellar auch in einigen eher unbedeutenden Filmen mit.
Mit dem Kurzfilm speechless… debütierte sie als Regisseurin.
2003 spielte sie im San Diego Repertory Theatre in dem Stück proof die Rolle der Catherine.
Bis 1998 studierte McKellar an der UCLA, schloss mit summa cum laude ab und erhielt den Bachelor of Science in Mathematik. Das Chayes-McKellar-Winn-Theorem ist nach ihr, Brandy Winn und Lincoln Chayes benannt. Es besagt, dass die kritische Temperatur (Curie-Temperatur) im Ashkin-Teller-Modell der statistischen Mechanik gleich der kritischen Temperatur bei Site Perkolation ist. Noch heute hält sie Vorträge an Universitäten und arbeitet als Gastdozentin an der UCLA.
McKellar schrieb vier Sachbücher, die das Ziel haben, Schülerinnen die Angst vor der Mathematik zu nehmen: Math Doesn’t Suck, Kiss My Math, Hot X: Algebra Exposed und Girls Get Curves – Geometry Takes Shape.

## Privates
2001 lernte McKellar den Komponisten Mike Verta kennen. Am 22. März 2009 heirateten die beiden in McKellars Heimatstadt. Sie haben einen am 7. September 2010 geborenen Sohn. Im Juni 2012 reichte das Paar die Scheidung ein. Im November 2014 heiratete sie den Anwalt Scott Sveslosky.

## Filmografie
- 1985–1987: Unbekannte Dimensionen (The Twilight Zone, Fernsehserie)
- 1990: Chaos in Camp Cucamonga (Camp Cucamonga, Fernsehfilm)
- 1992: Sidekicks
- 1988–1993: Wunderbare Jahre (The Wonder Years, Fernsehserie)
- 1994: Babylon 5 (Fernsehserie)
- 1994: Die Babyhändler – Tränen einer Mutter (Moment of Truth: Cradle of Conspiracy, Fernsehfilm)
- 1994: Walker, Texas Ranger (Fernsehserie)
- 1994: Lady Cops (Sirens, Fernsehserie)
- 1996: Wer hat meine Tochter ermordet? (Justice for Annie: A Moment of Truth Movie, Fernsehfilm)
- 1998: Love Boat – Auf zu neuen Ufern (Love Boat: The Next Wave, Fernsehserie)
- 1999: Random Play (Fernsehserie)
- 1998–1999: Die lieben Kollegen (Working, Fernsehserie)
- 2001: The Killer Next Door (Good Neighbor)
- 2001: Lady Cops – Knallhart weiblich (The Division, Fernsehserie)
- 2001: XCU: Extreme Close Up
- 2001: speechless… (Kurzfilm)
- 2001: Eben ein Stevens (Even Stevens, Fernsehserie)
- 2002: Black Hole
- 2002: Virgil – Voll verliebt! (Sex and the Teenage Mind)
- 2002: Reality School (Kurzfilm)
- 2002: Jane White Is Stick & Twisted
- 2002: The Year That Trembled
- 2002: Hip, Edgy, Sexy, Cool
- 2002–2003: The West Wing – Im Zentrum der Macht (The West Wing, Fernsehserie)
- 2004: Raising Genius / Bathroom Boy
- 2004: Century City (Fernsehserie)
- 2004: Intermission (Kurzfilm)
- 2004: Quiet Kill / Nightmare Boulevard
- 2004: Eve (Fernsehserie)
- 2005: Navy CIS (NCIS, Fernsehserie)
- 2005: Jack & Bobby (Fernsehserie)
- 2005: New York Cops – NYPD Blue (Fernsehserie)
- 2005: Strong Medicine: Zwei Ärztinnen wie Feuer und Eis (Fernsehserie)
- 2005: Spur der Verwüstung (Path of Destruction, Fernsehfilm)
- 2005–2007: How I Met Your Mother (Fernsehserie)
- 2006: Inspector Mom (Fernsehfilm)
- 2006–2007: Inspector Mom (Fernsehserie)
- 2007: Inspector Mom: Kidnapped in Ten Easy Steps (Fernsehfilm)
- 2007: Hack! – Wer macht den letzten Schnitt? (Hack!)
- 2008: Heatstroke – Insel der Aliens (Heatstroke)
- 2009: 21 and a Wake-Up
- 2010: The Big Bang Theory (Fernsehserie, Gastauftritt)
- 2010–2013, 2019, 2021: Young Justice (Fernsehserie, Originalstimme von Miss Martian)
- 2012: A Christmas Love Story (Love at the Christmas Table)
- 2013: Tasmanian Devils – Die Jagd hat begonnen (Tasmanian Devils, Fernsehfilm)
- 2015: Eine perfekte Hochzeit (Perfect Match)
- 2015: Eine Königin zu Weihnachten (Crown for Christmas)
- 2015–2017: Project Mc² (Fernsehserie)
- 2015–2018: DC Super Hero Girls (Fernsehserie, Stimme)
- 2016: Mein Weihnachtstraum (My Christmas Dream, Fernsehfilm)
- 2017: Coming Home for Christmas (Fernsehfilm)
- 2018: Very, Very, Valentine (Fernsehfilm)
- 2018: Weihnachten in Grand Valley (Christmas at Grand Valley, Fernsehfilm)
- 2019: Bongee Bear and the Kingdom of Rhythm (Fernsehfilm, Stimme)
- 2019: Love and Sunshine (Fernsehfilm)
- 2019: Liebe im Weihnachtspark (Christmas at Dollywood, Fernsehfilm)
- 2019–2021: Matchmaker Mysteries (Fernsehserie)
- 2020: Weihnachten ist mehr als ein Wort (Christmas She Wrote, Fernsehfilm)
- 2021–2021: Home Economics (Fernsehserie)
- 2021: Ein Weihnachtsbaum ist nicht genug! (You, Me & The Christmas Trees, Fernsehfilm)
- 2022: The Winter Palace – Verliebt in einen Prinz (The Winter Palace, Fernsehfilm)
- 2022: Christmas at the Drive-In (Fernsehfilm)
- 2023: Swing Into Romance (Fernsehfilm)
- 2023: A Royal Date for Christmas (Fernsehfilm)
- 2024: A Cinderella Christmas Ball (Fernsehfilm)

## Werke
- L Chayes, D McKellar, B Winn: Percolation and Gibbs states multiplicity for ferromagnetic Ashkin-Teller models on {\displaystyle \mathbb {Z} ^{2}}. In: Journal of Physics A: Mathematical and General. 31. Jahrgang, Nr. 45, 1998, S. 9055–9063, doi:10.1088/0305-4470/31/45/005, bibcode:1998JPhA...31.9055C (englisch, danicamckellar.com [PDF]).
- Danica McKellar: Math Doesn’t Suck: How to Survive Middle-School Math without Losing Your Mind or Breaking a Nail. Hudson Street Press, 2007, ISBN 978-1-59463-039-2 (englisch).
- Danica McKellar: Kiss My Math: Showing Pre-Algebra Who’s Boss. Hudson Street Press, 2008, ISBN 978-1-59463-049-1 (englisch).
- Danica McKellar: Hot X: Algebra Exposed. Hudson Street Press, 2010, ISBN 978-1-59463-070-5 (englisch).
- Between Series, an Actress Became a Superstar (in Math). In: New York Times, 19. Juli 2005 (englisch)
- Danica McKellar: The Times Machine! Crown Books for Young Readers, 2020, ISBN 978-1-101-93402-9 (englisch).